# Пир'ях
Пир'я́х (рос. Пыръях) — селище у складі Ханти-Мансійського району Ханти-Мансійського автономного округу Тюменської області, Росія. Входить до складу Нялінського сільського поселення.
Населення — 217 осіб (2010, 226 у 2002).
Національний склад станом на 2002 рік: росіяни — 75 %.